# 閻圃
閻 圃（えん ほ、生没年不詳）は、中国後漢時代末期から三国時代の魏にかけての政治家。益州巴西郡安漢県（現在の四川省南充市順慶区）の人。子は閻璞。孫は閻纘。

## 生涯
後漢末に漢中郡を支配した張魯の功曹を務めた。住民が張魯に玉印を献上すると、張魯は漢寧王を名乗ろうとしたが、閻圃は「今も漢中で独立した勢力を維持し、財力も豊かで人民もよく我々の支配のもと、無事に生活しております。あえて王になることもありません」と諫めた。
建安20年（215年）、曹操が漢中に攻め込み、陽安関を陥落させた。張魯が慌てて降伏しようとしたが、これに対し閻圃は抗戦を主張した。ただしそれは勝算があってのことではなく、一度も戦わずに降伏すれば、曹操から軽く見られるという判断からであった。張魯はこれを受け入れ巴中へ逃れ、その後、南鄭へ入城した曹操が使者を派遣してくると、閻圃と共に降伏した。これらの閻圃の実績は曹操から高く評価され、張魯の子らと共に列侯に封じられた。同時に馬超の妾であった董氏を与えられた。
延康元年（220年）、曹丕の家臣団が曹丕に対し、後漢からの禅譲を受けるよう勧めた『魏公卿上尊号奏』に、閻圃は建節将軍・平楽郷侯として名を連ねている。黄初年間にはさらに爵位・領地を加増され、朝議の席で礼遇される身分になったという。その後10年余りで死去したとあるため、没年は230年代前半と推測される。爵位は子の閻璞が継いだ。
その後も閻圃の一族は栄え、閻璞の子の閻纘は西晋の漢中太守となり、房玄齢等の『晋書』に立伝されている。唐代には宰相であり画家でもある閻立本を送り出した。

## 三国志演義
小説『三国志演義』でも閻圃は張魯の幕僚として登場する。しかし史実とは逆に、劉璋を倒した上で張魯に王位へつくよう進言している。曹操が漢中に進攻してくると、張魯に防衛の将として龐徳の起用を進言するが、同僚の楊松の讒言で張魯は龐徳を斬ろうとする。閻圃は懸命にこれを弁護した。その後、曹操に降伏し列侯に封じられるところは、史実と同様である。